# Datowanie metodą kationową
Datowanie metodą kationową – metoda datowania względnego kalibrowanego, opracowana w latach osiemdziesiątych XX wieku przez Richarda Dorna. 
Metoda ta polega na pomiarze stosunku ilości ruchomych kationów potasu oraz wapnia  do nieruchomych kationów tytanu. Stosunek ilości tych kationów spada z upływem czasu, ponieważ ruchome kationy są łatwiej rozpuszczalne niż stabilne. Ta metoda datowania jest optymalna dla warunków pustynnych, gdzie na powierzchni skał tworzy się szkliwo pustyniowe zawierające te pierwiastki. Posłużyła między innymi do datowania rytów naskalnych w Kalifornii i Australii.